# FK Čierny Brod

FK Čierny Brod là một câu lạc bộ bóng đá Slovakia, đến từ thị trấn Čierny Brod. Câu lạc bộ được thành lập năm 1926.